# Regimiento Hohenlohe
El Regimiento Hohenlohe (en francés: Régiment de Hohenlohe) fue un regimiento de infantería del Ejército francés establecido después de la abdicación de Napoleón I. Estuvo conformado por soldados extranjeros quienes deseaban continuar al servicio francés bajo la monarquía restaurada. El regimiento fue creado, nombrado y comandado por el Príncipie Luis Aloisio de Hohenlohe-Waldenburg-Bartenstein, un príncipe alemán y Mariscal de Francia.

## Historia
El regimiento Hohenlohe se estableció el 6 de septiembre de 1815. Tras su formación, se le conocía como Légion royale étrangère y estaba compuesto por los elementos consolidados de ocho regimientos extranjeros que se habían formado durante los cien días, pero que se habían disuelto después de la abdicación de Napoleón I. Mientras que los extranjeros en el servicio francés se habían agrupado históricamente en unidades nacionales específicas (suizo, alemán, irlandés, etc.), el regimiento recién creado era una fuerza mixta. La mayor parte de sus rangos y filas eran, sin embargo, de varios estados alemanes de la época.
En febrero de 1821, pasó a llamarse Régiment de Hohenlohe en honor a su fundador y luego comandante en jefe Coronel-Príncipe Louis Aloysius de Hohenlohe.  El regimiento participó en la intervención francesa en España de 1823 como parte del 4º Cuerpo del Coronel-Príncipe Hohenlohe del ejército de los pirineos (Armée des Pyrénées). En 1829, el homónimo del regimiento, el coronel Hohenlohe, murió.
Aparte de la intervención francesa en España, el historial del regimiento de Hohenlohe fue en gran medida sin incidentes, ya que se utilizó principalmente como una fuerza de guarnición en varias ciudades provinciales de Francia. Esto marcaba un contraste con el servicio de los otros regimientos extranjeros notables de la época: destacamentos de guardias suizos tradicionalmente se habían estacionado en versalles como parte de la Maison du Roi, con la mayor parte del regimiento de guardias suizos guarnecidos a las afueras de París con el propósito de mantener la autoridad real en la ciudad. Los regimientos suizos continuaron desempeñando este papel bajo los borbones restaurados. Con las tropas suizas ocupando un papel de tan alto perfil haciendo cumplir la autoridad de los reyes borbones, el regimiento escapó en gran medida de la atención del gobierno provisional durante la revolución de julio. Mientras que sus contrapartes en los regimientos suizos se disolvieron por orden del gobierno el 14 de agosto de 1830, el regimiento Hohenlohe, estacionado en la ciudad portuaria de Marsella, lejos de los eventos de París de julio de 1830, escapó de este destino inmediato.
Este relativo aislamiento no duró mucho, ya que la recién establecida monarquía de julio pretendía honrar la prohibición constitucional que negaba el uso de mercenarios extranjeros en suelo francés. Como resultado, el 12 de diciembre de 1830, el regimiento recibió órdenes de prepararse para ser desplegado en Grecia en las cercanías de Patras para apoyar la expedición a Morea, un esfuerzo intervencionista francés que apoyaba el movimiento de independencia griego. El 5 de enero de 1831, sin embargo, el regimiento Hohenlohe recibió órdenes de disolverse del rey Luis Felipe I. Los miembros del regimiento que deseaban continuar sirviendo en el ejército francés fueron transferidos al 21º Regimiento de Infantería de Línea.

## Legado
Como un regimiento de infantería compuesto por extranjeros, el regimiento Hohenlohe constituyó uno de los antepasados de la Legión Extranjera Francesa. Un legado inmediato pasó a la Legión Extranjera en forma de algunos cuadros de oficiales comisionados y no comisionados del regimiento Hohenlohe, a quienes se les atribuyó la formación de la Legión recién creada en una fuerza de combate funcional. En su forma original, el 1 ° y 2 ° Batallón de la legión estaban compuestos por veteranos de los antiguos regimientos suizos y el regimiento Hohenlohe. Según los informes, la distintiva marcha de desfile de paso lento de la moderna legión extranjera se remonta a la de los regimientos Hohenlohe y Suizo antes de 1830.